# 間欠泉の谷

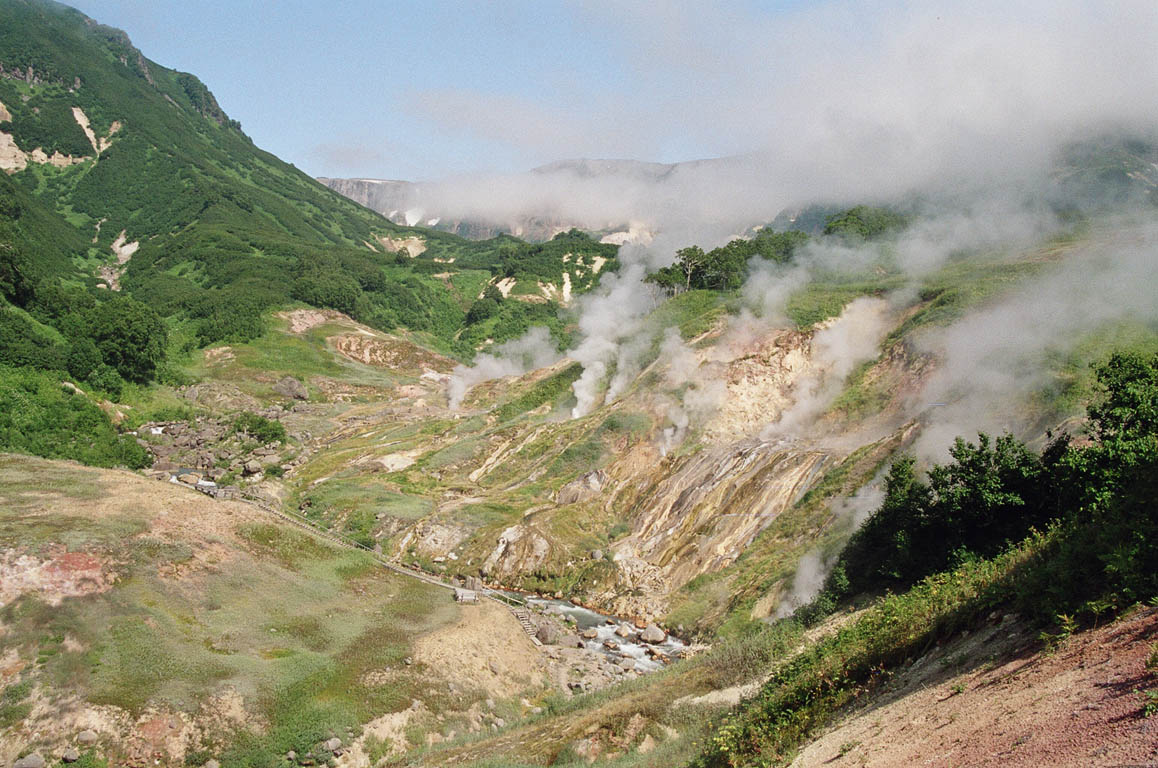
間欠泉の谷（2006年）

間欠泉の谷(かんけつせんのたに、ロシア語: Долина гейзеров) は、ロシア連邦のカムチャツカ半島にある間欠泉地帯で、間欠泉が世界で 2 番目に多く集中している。約 90 の間欠泉と多くの温泉があるこの 6 キロメートル (3.7 マイル) の長さの盆地は、極東ロシアのカムチャツカ半島に位置し、主にますます深くなるゲイセルナヤ川の左岸に位置し、そこに地熱水が流れ込む。
比較的若い成層火山、キフピニチ山の裾野にある。温度はカルデラの地下 500 m で 250 °C であることが分かっている 。 クロノツキー自然保護区の一部であり、世界遺産「カムチャツカの火山群」に組み込まれている。 
間欠泉の谷に到達するのは難しく、ヘリコプターが唯一の実行可能な輸送手段である。

## 参照項目
- カムチャツカ地方の地理
- カムチャツカ火山群
- 米国イェローストーン国立公園の間欠泉群（英語）